# Karl Eugen von Lorraine-Lambesc

Charles Eugène de Lorraine, prince de Lambesc

Karl Eugen, Prinz von Lothringen-Lambesc, französisch Charles Eugène de Lorraine, prince de Lambesc, duc d’Elbeuf, comte de Brionne, (* 25. September 1751 in Schloss Versailles; † 21. November 1825 in Wien) war Graf von Brionne (1761–) und Herzog von Elbeuf (1763–1789) und nach seiner Emigration kaiserlich-österreichischer General der Kavallerie.

## Leben

### Herkunft
Charles Eugène de Lorraine, Prinz von Lambesc entstammte der durch Claude de Guise begründeten Nebenlinie des Hauses Lothringen, die seit 1761 die Würde eines Großstallmeisters von Frankreich und Gouverneurs von Anjou innehatte. Sein Vater Louis Charles de Lorraine, comte de Brionne (1725–1761) entstammte der männlichen Linie die über René de Lorraine, Henri de Lorraine, comte de Harcourt und Charles de Lorraine, duc d’Elbeuf zurückführte. Seine Mutter Louise de Rohan-Rochefort (1734–1815) entstammte dem Haus der Herzöge der Bretagne. Sein jüngerer Bruder, Joseph Maria von Lothringen-Vaudémont heiratete 1778 die Gräfin Louise de Montmorency-Logny (1763–1832) und folgte seinen Bruder 1791 ins Exil. Eine Schwester Marie Josephine (1753–1797) heiratete 1768 den Prinzen Viktor Amadeus II. von Savoyen-Carignan, ein Bruder der Prinzessin de Lamballe. Die andere Schwester Anne Charlotte (1755–1786) wurde Äbtissin der renommierten Abtei von Remiremont.

### Prinz von Lambesc und Herzog von Elbeuf
Als sein Vater, der Graf von Brionne, 1761 verstarb, folgte ihm der erst zehnjährige Charles Eugene in dieser Würde nach. Im Jahr 1763 starb sein Cousin Fürst Emmanuel Maurice de Lorraine, duc d’Elbeuf, Chef des französischen Zweiges des Hauses Lothringen. Charles Eugène stieg als junger Prinz von Lambesc zum Chef auf, sein jüngerer Bruder Johann Maria, der Abt von Jumièges und ein anderer Cousin, der Prinz de Marsan waren die letzten Mitglieder der männlichen Linie des Hauses der Guise. Nach dem Besuch des Pariser Kollegiums Du Plessis wurde er am 29. April 1767 zum Leutnant ernannt und am 26. Dezember 1768 zum Kapitän erhöht. Er begleitete im Mai 1770 Marie-Antoinette, Erzherzogin von Österreich, während ihrer Einreise nach Frankreich. Am 3. März 1773 wurde er Inhaber und Chef des lothringischen Dragoner-Regimentes. Mit 26 Jahren wurde er 1777 Ritter der königlichen Orden St. Luis und 1785 übernahm er vom Fürsten von Nassau-Siegen, das deutsche „Royal Allemand“ Dragoner-Regiment, das zum persönlichen Schutz des Königs diente. Schon im April 1788 führte er eine größere Reiterabteilung in den Garnisonen zu Hainaut und Valenciennes, am 9. März 1788 erreichte er den Rang eines Maréchal de camp. 
Am 11. Juli 1789 wurde gegen den Willen der niederen Stände Finanzminister Jacques Necker enthoben, darauf ernannte der König den Herzog von Broglie zum Kriegsminister und Oberbefehlshaber der königlichen Armee. Ohne Erlaubnis des Königs, gab Baron Peter Viktor von Besenval, Kommandant der Truppen der Pariser Garnison und in der Île-de-France den Prinzen von Lambesc den Befehl, die Volksmassen auf der Place de la Concorde zu zerstreuen. Am 12. Juli 1789 gingen seine Reiter durch den Garten der Tuilerien gegen Volksmassen vor, welche sich vor revolutionären Rednern zusammengerottet hatten. Er selbst verletzte dabei einen nicht schnell genug zurückweichenden alten Mann mit seinem Säbel tödlich. Ein darüber eingesetztes Komitee der Nationalversammlung klagte ihn an, aber der Gerichtshof zu Châtelet sprach ihn von jeder Schuld frei. Die Volkswut entlud sich wenige Tage später durch den Sturm auf die Bastille. Nach mehrfachem Garnisonswechsel hatte derweil sein Regiment Order nach Stenay zu eilen, um die geplante Flucht der Königsfamilie mit seinem königstreuen Regiment zu decken. Nach der massenhaften Desertation seines deutschen Regimentes, sah sich ohne eigenen Schutz genötigt, selbst nach Österreich zu flüchten. Am 1. Februar 1793 wurde die Reste des Royal Allemand Regiments in kaiserliche Dienste übernommen und 1798 zum Kürassier-Regiment Nr. 10 „Karl von Lothringen“ umgewandelt.

### Übertritt in den kaiserlichen Kriegsdienst

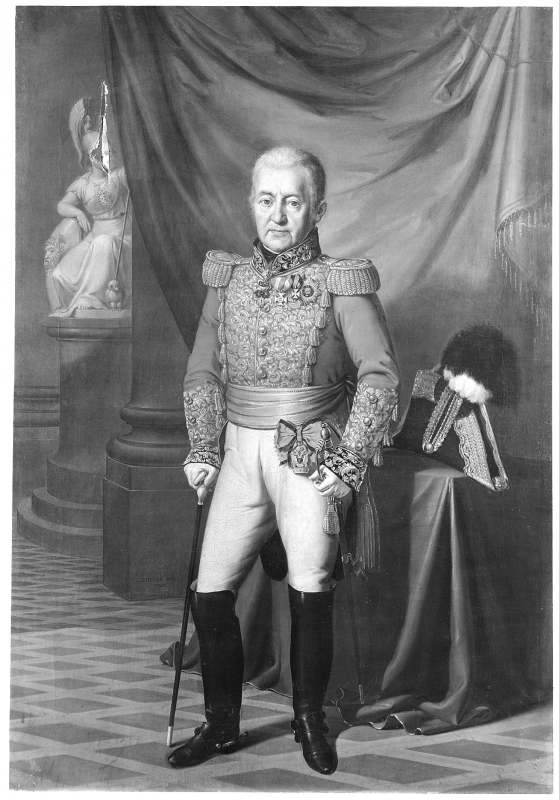
Karl Eugen, Prinz von Lothringen-Lambesc

Am 18. Juni 1791 wurde der Prinz auf Anweisung Kaiser Leopold II. zum Generalmajor und sein jüngerer Bruder Prinz Joseph Maria zum Oberst der kaiserlich-österreichischen Armee ernannt. Bereits im August 1791 wurden beide einem Kavalleriekommando in den österreichischen Niederlanden zugeteilt und im Oktober 1791 erhielt er unter Oberbefehl des Feldmarschall Bender die Führung einer Infanterie-Brigade. Nachdem man zwei Jahre wenig von ihm hören konnte, wurde er im Frühjahr 1794 im Korps des Grafen von Waldeck schnell bekannt. Als die französische Armee Pichegru am 22. Mai 1794 in der Schlacht von Tournai in das österreichische Zentrum einbrach, attackierte Prinz Karl an der Spitze von 4 Eskadronen den Gegner derartig, das über 450 Gefangene und 3 Geschützen eingebracht werden konnten. Am 18. Juni 1794 wurde er dafür zum Oberst-Inhaber des Kürassier-Regiment Nr. 21 (ab 1798 Kürassierrgt. Nr. 7) ernannt. Am 26. Juni 1794 eilte er in der zweiten Schlacht bei Fleurus (26. Juni 1794) eingekesselte Infanterie unter Feldzeugmeister Graf von Kaunitz zu Hilfe, warf die Franzosen mit beträchtlichem Verluste zurück und rettete die bereits verlorenen Geschütze, wofür er am 11. Mai 1796 mit dem Kommandeurkreuz des Maria-Theresien-Ordens ausgezeichnet wurde. Schon am 4. März 1796 hatte er mit Rang vom 1. Oktober 1795 die Beförderung zum österreichischen Feldmarschallleutnant erreicht.

### Ehen und Lebensabend

Gräfin Anne Zetzner (1764–1818)

1799 übernahm er die Stelle eines Kommandierenden Generals in Ostgalizien. 
- Am 20. Mai 1803 hatte er in Lemberg eine 1. Ehe mit Gräfin Anne Zetzner (1764–1818) abgeschlossen, über deren Umstände wurde nichts Näheres bekannt.
- Am 23. Januar 1816 ging er eine 2. Ehe mit Marie Victoire Folliot de Crenneville (1766–1845) ein, Tochter von François Mérédic Folliot  de Crenneville und Witwe des Ministers Grafen von Colloredo, er trennte sich schon nach wenigen Monaten von ihr.

Am 27. Januar 1806 folgte die Erhebung zum kaiserlichen General der Kavallerie und am 31. Dezember 1806 jene zum Gardekapitän der k.k. Arcièren-Leibgarde. 1808 wurde er vom Kaiser zum Ritter des Ordens vom Goldenen Vlies erhoben. Nach der Restauration ernannte ihn Ludwig XVIII. gegen den Widerstand seines Offizierskorps zum Pair von Frankreich und bestätigte ihn als Herzog von Elbeuf. Der Prinz von Lambesc verzichtete aber auf die Würde und beendete sein Leben in Wien. Aus seinen beiden Ehen entstammten keine Kinder, er starb 1825 als letzter männlicher Spross der von René de Guise abgeleiteten Seitenlinie der Marquis d'Elboeuf.